# Miguel Bosé
Miguel Bosé, pseudonimo di Luis Miguel Luchino González Dominguín (Panama, 3 aprile 1956), è un cantautore, attore ed ex ballerino spagnolo naturalizzato italiano.

## Biografia
Nato il 3 aprile 1956 a Panama, Miguel Bosé è il primo figlio dell'attrice e modella italiana Lucia Bosè e del torero spagnolo Luis Miguel González Lucas, meglio conosciuto come Luis Miguel Dominguín; pur portando legalmente solo il cognome paterno, ha scelto di farsi conoscere con quello materno. Ha due sorelle minori, la stilista Paola Dominguín e Lucia Dominguín, ed era zio della modella Bimba Bosé, figlia di Lucia, morta prematuramente di cancro nel 2017. Il suo padrino è il regista Luchino Visconti; è circondato fin dall'infanzia da presenze illustri, tra cui gli amici di famiglia, il pittore Pablo Picasso e lo scrittore Ernest Hemingway, che lo hanno influenzato profondamente. È noto in Spagna e in tutti i paesi di lingua spagnola, ma gode di ottima fama anche in Italia, dove ha esordito nel 1978, con il singolo Anna.
In Italia, ha raggiunto l'apice del successo tra la fine degli anni settanta e l'inizio degli anni ottanta, scalando le classifiche con i suoi primi 5 lavori, una raccolta di soli brani in italiano, a cui si aggiunge la cover di Buonanotte fiorellino del cantautore Francesco De Gregori, pubblicata precedentemente anche in Spagna, contenuta nel secondo album omonimo, ma fino ad allora ancora inedita in Italia, e vari singoli. Vince per tre volte il Festivalbar: la prima volta nel 1980 con Olympic Games, scritto con Toto Cutugno, la seconda nel 1982, con il brano Bravi ragazzi e la terza nel 1994 con l'album Sotto il segno di Caino che segna il suo ritorno al successo dopo un decennio di crisi, ma solo in Italia. Scompare nuovamente dall'Italia per un altro decennio, fino al trionfo mondiale con il disco di duetti intitolato Papito, da un epiteto sudamericano, traducibile come «papino», con cui i giovani artisti, che a lui fanno riferimento, ne indicano l'influenza decisiva che ha esercitato sulle generazioni più giovani.
In tutta la sua carriera, ha inciso circa una ventina di album, la sua vasta discografia varia da paese a paese e si distingue per il gran numero di traduzioni, adattamenti, versioni alternative, remake e remix dei medesimi brani, vendendo 30 milioni di dischi in tutto il mondo. Ha inoltre recitato in 35 film, partecipato a diversi spettacoli televisivi tra cui la conduzione del Festival di Sanremo 1988, e il talent show Operazione Trionfo nel 2002, mentre in Spagna ha inaugurato le trasmissioni di Telecinco.
Recentemente, ha esordito anche come regista teatrale e ha pubblicato il suo secondo album live come solista, costituito dal doppio CD/DVD Papitour, il primo mai uscito in Italia.

### Gli inizi e il grande successo: 1975-1983

Miguel Bosé in compagnia del dj Gianni Riso negli studi dell'emittente milanese Radio 105

Dopo i primi due singoli, Soy (con For Ever for You sul lato B) del 1975 ed Es tan fácil (con Who? sul lato B) del 1976, entrambi incisi per l'etichetta Ariola, Bosé firma un importante contratto con la Columbia con la quale pubblica i successivi album. Nel 1977 Linda, da cui vengono estratti i singoli Amiga, nota anche in Italia come Amica, e Mi libertad, oltre alla title track, Linda, che è la versione in spagnolo di un popolare brano dei Pooh, originariamente in lingua italiana. Nel 1978 pubblica il 33 giri Miguel Bosé da cui viene estratto il singolo Anna, con il quale tenterà, per la prima volta di uscire dai confini ispanici. Il primo album italiano, Chicas!, viene pubblicato nel 1979 e contiene il suo primo grande successo internazionale, Super Superman, composto dallo stesso produttore Danilo Vaona, celebre inno al supereroe per eccellenza e Credo In te.
Nel 1980 pubblica l'album Miguel il cui primo singolo, Olympic Games (con Ti amerò sul lato B), inno ai Giochi olimpici, prodotto da Danilo Vaona, ottiene al Festivalbar di quello stesso anno la prima di tre vittorie della manifestazione. Nel 1981 pubblica l'album curiosamente intitolato, nella versione italiana, Singolo, lanciato dai singoli You Can't Stay the Night e Ce la fai rispettivamente lato A e lato B di un medesimo 45 giri. Nel 1982, Bosé pubblica, in Italia, la raccolta dei suoi migliori brani cantati in italiano, intitolata Bravi ragazzi - I grandi successi di Miguel Bosé, la cui title track, Bravi ragazzi, gli fa vincere, a pari merito con Non sono una signora di Loredana Bertè, l'edizione del Festivalbar di quell'anno. Sempre in quell'anno, Miguel sbarca in Italia con un mega-tour. Le prove dell'ambizioso spettacolo e il suo quartier generale, sotto la supervisione di Ego Menghini della Trident Agency, lo vedono per un mese al Lido di Camaiore, in Versilia, sotto il tendone della Bussoladomani di Lido di Camaiore.
L'anno dopo, nel 1983, esce Milano-Madrid, la cui copertina è disegnata da Andy Warhol, dal quale vengono estratti i singoli Non siamo soli e Angeli caduti. La versione italiana dell'album è molto diversa da quella spagnola: Bosé affida infatti la stesura dei due lavori a quelli che considera essere, in quel periodo, gli artisti di punta in campo musicale nei due paesi: in Italia, la coppia di autori composta da Maurizio Fabrizio e Guido Morra, che avevano vinto la 32ª edizione del Festival di Sanremo, e Valerio Negrini, il cosiddetto «quinto Pooh», già collaboratore di Bosé; in Spagna, alcuni tra i gruppi più quotati del momento come i Mecano. Durante quest'anno la parabola ascendente di Bosé in Italia tocca la sua punta massima, il suo successo in Spagna mostra invece un lieve calo. Alla fine, in generale, entrambe le versioni del disco finiranno per essere ricordate più per la copertina di Andy Warhol che per i brani in esso contenuti.

### La svolta artistica: 1984-1989
Con gli album successivi, è il videoclip a essere preferito al formato del 45 giri come mezzo per la promozione dei vari lavori. L'artista comincia così una lenta ma costante metamorfosi, che ne influenza sia l'immagine sia lo stile musicale. Il cambiamento da «bravo ragazzo» a «cantante maledetto» non sembra venire molto apprezzato nella sua patria d'adozione, l'Italia, dove, anche qui, come già in Spagna, ha inizio una fase di lieve declino.
Nel 1984 pubblica l'album Bandido in due versioni, una interamente in spagnolo ed una in italiano, eccezion fatta per un brano in inglese, il disco è acclamato dalla critica che ancora oggi considera il massimo conseguimento artistico di Bosé, lo stesso tuttora afferma di dover tutto a questo lavoro di svolta, tanto da non riuscire a pensare alla sua carriera attuale senza il passaggio obbligato rappresentato da Bandido.
Nel 1986, avviene un passaggio di casa discografica, Bosé lascia la Columbia e firma con Warner Music con la quale, nello stesso anno, pubblica l'album Salamandra, disco quasi interamente interpretato in inglese tranne un brano in spagnolo.
I singoli di questi ultimi due album vengono accompagnati dai primi videoclip di Bosé, l'ultimo dei quali Indio ottiene un grandissimo successo internazionale e comincia a trasformare Miguel Bosé da artista italo-spagnolo ad artista a tutto campo, intenzionato a conquistare anche il difficile mercato anglosassone.
Nel 1987, esce l'album XXX, interpretato quasi esclusivamente in inglese tranne un brano in spagnolo (nella versione giapponese, anche il brano in spagnolo, La gran ciudad, figura in inglese, con il titolo di The Big City). Il primo singolo estratto dall'album è Lay Down on Me che viene presentato da Bosé durante il Festival di Sanremo 1988, che conduce in coppia con Gabriella Carlucci; la versione in spagnolo Como un lobo, che costituisce anche il lato B del 45 giri Lay Down on Me commercializzato nei paesi non di lingua spagnola, è stata inclusa anche nella più recente versione di Papito, in un featuring con Bimba Bosé. Il secondo singolo The Eighth Wonder riscuote maggiore successo nella versione spagnola intitolata Duende. Nel complesso, pur restando dei lavori piacevoli, che dividono la critica tra fautori e oppositori, né XXX né Salamandra riscuotono un grande successo commerciale, né raggiungono l'obiettivo prefissato: conquistare il mercato nordamericano.
Nel 1988 la Columbia, sua precedente casa discografica, pubblica una prima versione su vinile della raccolta intitolata I grandi successi di Miguel Bosé, composta da 14 tra i suoi pezzi più famosi del periodo 1979-1984.

### Gli anni novanta
Dopo una pausa di tre anni, nel 1990, esce il nuovo album Los chicos no lloran interamente cantato in spagnolo, da cui vengono estratti come singoli la title track Los chicos no lloran e il brano di apertura, Bambú. Di questo CD non verranno realizzate versioni alternative in altre lingue, come per quasi tutti i suoi album. A ottobre dello stesso anno Bosé presenta la serata inaugurale di Telecinco. Successivamente prende parte allo sceneggiato Rai intitolato Il segreto del Sahara.
Nel 1993, mentre in Spagna esce l'album Bajo el signo de Caín, la sua precedente casa discografica, la CBS, pubblica una nuova raccolta in CD contenente 16 tracce digitalizzate de I grandi successi di Miguel Bosé, come quella in vinile del 1988 ma con una diversa tracklist che, stavolta, copre il periodo dal 1978 al 1984.
Nel 1994 esce Sotto il segno di Caino, edizione italiana del disco spagnolo Bajo el signo de Caín, il cui singolo Se tu non torni regala a Miguel Bosé la terza vittoria al Festivalbar. L'album costituisce un nuovo tentativo di conquistare il mercato anglosassone, stavolta puntando direttamente al Regno Unito, dove esce l'adattamento Under the Sign of Cain, che non ottiene però il successo sperato. L'album successivo è Labirinto del 1996, da cui vengono estratti i due singoli: Sento che il tuo nome e L'autoradio.
Nel 1997 esce Mordre dans ton coeur, disco interamente in francese, mai pubblicato in Italia. Nel 1998 pubblica la raccolta di cover 11 Maneras De Ponerse Un Sombrero. Nel 1999, con la collaborazione tra la sua attuale etichetta, Warner Music, e quella precedente, Columbia, viene pubblicata in Italia una nuova raccolta intitolata Best of Miguel Bosé, contenente tutti i suoi singoli e successi, escluso solamente Non siamo soli, il 45 giri estratto da Milano-Madrid del 1983, e due inediti, Un momento per me e Questo mondo va, entrambi estratti come singoli promo.

### Attività recenti
Nel 2001 esce l'album Sereno. Nel 2004 dopo la pubblicazione di Por vos muero inizia un lavoro sperimentale: il CD/DVD Velvetina che pubblica nel 2005 e che circola in Italia nella versione CD ed esclusivamente come prodotto d'importazione. Nel 2006, un anno prima dall'uscita del nuovo progetto, la Warner Music pubblica, ufficialmente soltanto negli USA, una raccolta di dodici pezzi, interpretati in spagnolo dal solo Bosé, intitolata De ayer a hoy, che conteneva, tra le altre, otto delle tracce poi reinterpretate in duetto su Papito.

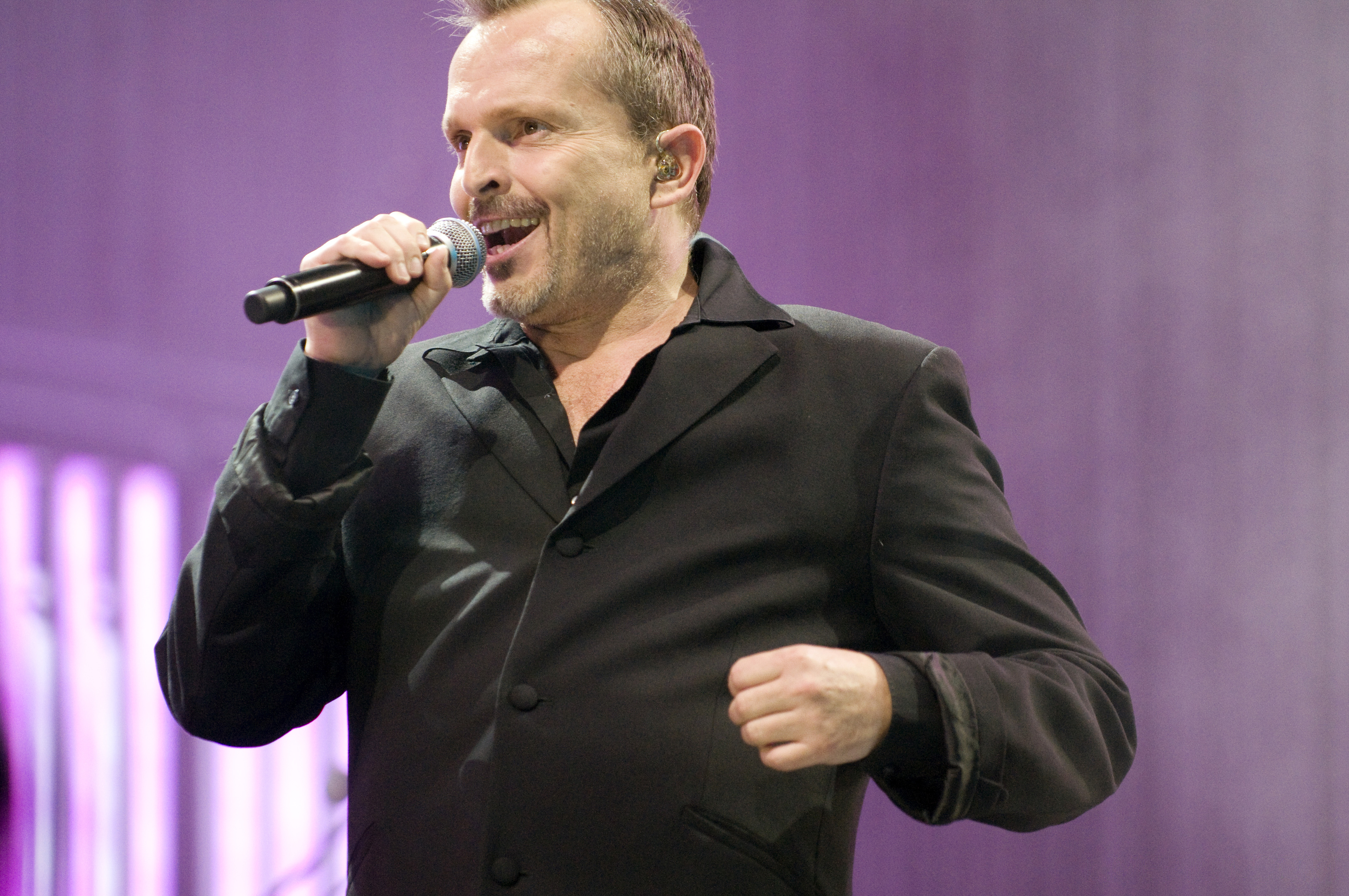
Bosé nel 2008

Nel 2007, per il trentennale della sua carriera, Miguel Bosé pubblica Papito, un album di duetti tra cui Shakira, Mina, Laura Pausini, Paulina Rubio, Julieta Venegas e Ricky Martin che ha venduto più di un milione di copie. Il disco esiste in tre versioni: due singole che contengono i maggiori successi di Bosé in lingua spagnola reinterpretati con gli altri artisti per il nuovo disco; e una versione doppia che comprende oltre ai pezzi della versione singola, una raccolta di canzoni, per lo più cover, tra cui Manos vacías e Hojas secas, interpretate in duetto, ma già pubblicate in precedenza, nel corso della sua carriera di cantante. I tre singoli internazionali estratti da Papito sono: Nena feat. Paulina Rubio, Si tú no vuelves feat. Shakira e Morenamía feat. Julieta Venegas. Il singolo italiano è invece Agua y sal in duetto con Mina, versione spagnola di Acqua e sale di Mina feat. Adriano Celentano.
Il successo ottenuto da Papito spinge la sua vecchia etichetta a ristampare, nell'estate del 2007, I successi di Miguel Bosé, la doppia raccolta del 2002, con una nuova copertina, realizzata dalla Columbia, che ritrae Miguel, con i capelli lunghi, durante una vecchia esibizione dal vivo. Nel 2008 esce la raccolta Lo esencial (come un'omonima raccolta di suoi videoclip), contenente alcuni tra i suoi brani più noti e altri pezzi del periodo a cavallo tra anni settanta e anni ottanta, tutti in versione spagnola, finora non reperibili in Italia.
Dopo 13 anni, è tornato a cantare dal vivo in Italia, il 5 dicembre del 2007, a Milano, per l'unica tappa italiana, che chiude il suo giro di concerti. Subito dopo, all'inizio del 2008, è uscito, in contemporanea mondiale, un doppio DVD-CD dal vivo, intitolato Papitour, con cui tenta di bissare il successo della versione in studio. I brani del CD sono cantati tutti da solista, nelle rispettive versioni in spagnolo, mentre sul DVD, tra i brani che non figurano nel disco, compare qualche sporadico duetto (tra cui "Como un lobo" con la nipote Bimba Bosé e "Corazones" con Ana Torroja). Sulla foto di copertina del CD-DVD, la stessa utilizzata, su sfondo bianco, per Papito, Miguel compare, su sfondo nero, senza i tatuaggi sul corpo, che rappresentavano i volti dei vari artisti con cui duettava nell'album di studio. Il 16 maggio 2009 compare nella trasmissione televisiva di Rai 2, X Factor, come ospite esterno, con il compito di commentare alcune esibizioni. Durante la trasmissione è stato protagonista di un diverbio con il coreografo Luca Tommassini. È uscito il 4 settembre 2012 l'album di inediti in grandi duetti, intitolato Papitwo, con la collaborazione di due artisti italiani in altrettanti brani, Tiziano Ferro e Jovanotti. Nello stesso anno diventa coach della seconda edizione di La Voz Mexico.

### Carriera cinematografica
Come attore cinematografico, Miguel Bosé comincia la sua carriera artistica nei primi anni settanta, ma, a causa della sua avvenenza fisica, gli vengono proposte soltanto pellicole scabrose, ai limiti del porno, oppure film di bassissimo profilo, tranne qualche rara eccezione. Il successo cinematografico arrivò solo in un secondo tempo, dopo molti anni di carriera come cantante. Ha recitato, tra gli altri, nel film Tacchi a spillo di Pedro Almodóvar - celebre la sua interpretazione «en travesti» di Un anno d'amore di Mina - e in altre opere cinematografiche, anche se con parti di secondo piano (come, per esempio, La Regina Margot di Patrice Chéreau e Suspiria di Dario Argento, Il segreto del Sahara, miniserie televisiva in quattro puntate di genere fantastico-avventuroso del 1988, diretta da Alberto Negrin).

### Attività teatrali
Oltre alla musica e al cinema, tra gli interessi artistici di Miguel c'è, seppure marginalmente, il teatro, nell'ambito del quale partecipa a due produzioni: un recital di poesia, dedicato a Rafael Alberti e Pablo Neruda, e, come narratore in El martirio de San Sebastián (Il martirio di San Sebastiano), messo in scena dalla compagnia teatrale spagnola La Fura dels Baus. La figura di San Sebastiano, tra l'altro, viene ricordata da Bosé anche in una delle note in prosa ad Aún más, un brano dell'opera interattiva Velvetina, in cui commenta (traduzione italiana): «Per la volontà di essere ancora di più, quella che aveva San Sebastiano»; una frase che potrebbe suggellare, con perfetta concisione, il suo variegato percorso artistico.

### 2013-2014: Direttore artistico adAmici
Miguel Bosé nel 2013 in Italia ha partecipato alla dodicesima edizione di Amici come direttore artistico della Squadra Blu, riuscendo a vincere la categoria danza con il ballerino Nicolò Noto. Per motivi di lavoro ha dovuto saltare due puntate ed è stato sostituito dalla ballerina Eleonora Abbagnato. Nel 2014 ha ripreso di nuovo il ruolo di direttore artistico per l'edizione serale della tredicesima Amici, sempre per la Squadra Blu.

## Vita privata
Pur avendo avuto in passato relazioni con donne (la più importante con l'attrice e conduttrice Ana Obregón), è dichiaratamente omosessuale.
Il 27 aprile 2011 ha annunciato pubblicamente, tramite Facebook e Twitter, di esser diventato papà di due gemelli, Diego e Tadeo, tramite maternità surrogata.
Il 29 giugno 2013 ha rivelato alla rivista spagnola Shangay di essere padre di altri due bambini: "Non ho due figli ma quattro. A sette mesi dalla nascita di Diego e Tadeo sono arrivati altri due gemelli, Ivo e Telmo". Nel 2018 ha annunciato la separazione dal compagno, lo scultore Nacho Palau.
Nel 2021 Bosé è stato oggetto di polemiche per alcune dichiarazioni negazioniste riguardanti la pandemia di COVID-19, avendo sostenuto che essa sia frutto di un «complotto per sottomettere i popoli e vendere i vaccini», tramato da «un cartello di supermiliardari psicopatici che rispondono al nome di Forum di Davos» e avendo messo in dubbio l'efficacia e il valore di mascherine e altri mezzi precauzionali.

## Filmografia

### Cinema
- Gli eroi, regia di Duccio Tessari (1973)
- Vera, un cuento cruel, regia di Josefina Molina (1974)
- La orca, regia di Eriprando Visconti (1976)
- Giovannino, regia di Paolo Nuzzi (1976)
- Il garofano rosso, regia di Luigi Faccini (1976)
- Retrato de familia, regia di Antonio Giménez Rico (1976)
- Suspiria, regia di Dario Argento (1977)
- Oedipus orca, regia di Eriprando Visconti (1977)
- California, regia di Michele Lupo (1977)
- Sentados al borde de la mañana con los pies colgando, regia di Antonio José Betancor (1978)
- La borgata dei sogni, regia di Daniele Pettinari (1978)
- Cosa de locos, regia di Enrique Dawi (1981)
- El caballero del dragón, regia di Fernando Colomo (1985)
- En penumbra, regia di José Luis Lozano (1987)
- L'avaro, regia di Tonino Cervi (1990)
- Lo más natural, regia di Josefina Molina (1991)
- Tacchi a spillo (Tacones lejanos), regia di Pedro Almodóvar (1991)
- La nuit sacrée, regia di Nicolas Klotz (1991)
- Mazeppa, regia di Bartabas (1993)
- La regina Margot (La Reine Margot), regia di Patrice Chéreau (1994)
- Enciende mi pasión, regia di José Miguel Ganga (1994)
- Peccato che sia femmina (Gazon maudit), regia di Josiane Balasko (1995)
- Amor digital, cortometraggio, regia di Ramón Margareto (1996)
- Libertarias, regia di Vicente Aranda (1996)
- Oui, regia di Alexandre Jardin (1996)
- Lorca, cortometraggio, regia di Iñaki Elizalde (1998)
- Lo sguardo dell'altro (La mirada del otro), regia di Vicente Aranda (1998)

### Televisione
- La gabbia, regia di Carlo Tuzii - serie TV (1977)
- Due di tutto, regia di Enzo Trapani - serie TV (1982)
- Il segreto del Sahara, regia di Alberto Negrin - serie TV (1988)
- Eurocops (episodio Shangai Lilly), regia di Rafael Moleón - serie TV (1989)
- Detrás del dinero, mediometraggio, regia di Alejandro González Iñárritu - film TV (1995)
- Operazione Trionfo - talent show TV (2002)
- Amici di Maria De Filippi - talent show TV (2013-2014)

## Doppiatori italiani
- Tonino Accolla in La regina Margot
- Sandro Acerbo in Tacchi a spillo
- Claudio Capone in L'avaro
- Massimo Giuliani in California
- Massimo Rossi in Il segreto del Sahara

## Discografia

### Album in studio
- 1977 - Linda
- 1979 - Chicas!
- 1980 - Miguel
- 1981 - Singolo
- 1983 - Milano-Madrid
- 1984 - Bandido
- 1986 - Salamandra
- 1987 - XXX
- 1990 - Los chicos no lloran
- 1994 - Sotto il segno di Caino
- 1996 - Labirinto
- 2001 - Sereno
- 2005 - Velvetina
- 2007 - Papito
- 2010 - Cardio
- 2012 - Papitwo
- 2015 - Amo

### Raccolte
- 1982 - Bravi ragazzi - I grandi successi di Miguel Bosé
- 1988 - I grandi successi di Miguel Bosé
- 1999 - Best of Miguel Bosé
- 2002 - Sereno - Edicion Especial
- 2002 - I successi di Miguel Bosé
- 2006 - De ayer a hoy
- 2008 - Lo esencial
- 2013 - Colección definitiva

### Singoli
- 1974 - C'era una volta un gattino che saliva sul camino
- 1975 - Soy / For Ever for You
- 1976 - Es tan fácil / Who?
- 1978 - Anna / Lucky Guy
- 1979 - Super Superman / Vote Johnny 23
- 1979 - Credo in te / Mamma mamma
- 1980 - Cosas de niños
- 1980 - Olympic Games / Ti amerò
- 1980 - Olympic Games / Morire no
- 1981 - You Can't Stay the Night/Ce la fai
- 1982 - Bravi ragazzi/Sono amici
- 1983 - Non siamo soli/A che serve la notte
- 1984 - Miraggi / Odio vivere adagio
- 1984 - Miraggi (extended) / Miraggi (remix)
- 1986 - Heaven / Town of Gold
- 1986 - Heaven (extended version) / Heaven (radio edit) / Heaven (instrumental)
- 1986 - Living on the Wire (remix) / Up to the Up
- 1986 - Living on the Wire (extended version) / Living on the Wire (radio version) / Living on the Wire (instrumental)
- 1987 - Lay Down on Me / Como un lobo
- 1990 - Los chicos no lloran (remix) / Los chicos no lloran (album version)
- 1994 - Se tu non torni / Te comería el corazon
- 1994 - Nada particular / Home / I cieli dell'est
- 1996 - L'autoradio
- 1996 - Sento che il tuo nome
- 1999 - Un momento per me
- 1999 - Questo mondo va
- 2002 - Morena mia (versione italiana) / Morenamía (versione spagnola) / Te digo amor
- 2007 - Agua y sal (feat. Mina)
- 2007 - Te amaré (con Laura Pausini)
- 2023 - Si te pegas (con Rauw Alejandro)

### Live
- 1991 - Directo'90
- 2000 - Girados en concierto (con Ana Torroja)
- 2008 - Papitour
- 2016 - MTV Unplugged

### Partecipazioni
- 1979 - La misa campesina (feat. altri artisti vari)
- 1979 - La misa campesina du Nicaragua (versione francese)
- 1983 - Io e la mia Spider (con Artbogart)
- 1984 - Eilae Eilau (feat. Artbogart)
- 1995 - Mundo (feat. Luca Carboni)
- 2011 - Sea Lo Que Sea Serà (feat. gli Above & Beyond)
- 2011 - Amor del bueno (feat. Reyli Barba)
- 2014 - Siempre en mi mente (feat. Pepe Aguilar)
- 2019 - Si tú no vuelves (feat. Ha*Ash)

## Videografia

### Videoconcerti
- Directo '90
- Bajo el signo de Caín... Tour '93/'94 - Bajo el signo de Caín en concierto
- GiraDos en concierto (con Ana Torroja)
- Por vos muero en concierto
- Sereno en concierto
- Velvetina en concerto

### Raccolte videoconcerti
- Los conciertos [cofanetto di 6 DVD: Directo '90; Bajo el signo de Caín... Tour '93/'94 - Bajo el signo de Caín en concierto; GiraDos en concierto (con Ana Torroja); Por vos muero en concierto; Sereno en concierto; Velvetina en concierto]

### Raccolte videoclip
- Los videos
- Lo esencial

### CD+DVD
- Por vos muero - Edición especial
- Velvetina

## Libri
- (IT, ES) En directo/In diretta, Bruguera s.a., 1980.
- (ES) Miguel Bosé Tour Book - Tour 80, Ediciones R.O., 1980.
- (ES) Miguel Bosé Tour Book - Tour Laberinto, 1996.
- (ES) Miguel Bosé Tour Book - Tour GiraDos, 2000.